# Каюта (Нью-Йорк)
Каюта (англ. Cayuta) — місто (англ. town) в США, в окрузі Скайлер штату Нью-Йорк. Населення — 508 осіб (2020).

## Демографія
Згідно з переписом 2010 року, у місті мешкало 556 осіб у 215 домогосподарствах у складі 145 родин. Було 242 помешкання
Расовий склад населення:
| - 95,7 % — білих - 1,1 % — азіатів - 0,7 % — чорних або афроамериканців - 0,4 % — корінних американців |

До двох чи більше рас належало 2,0 %. Частка іспаномовних становила 0,7 % від усіх жителів.
За віковим діапазоном населення розподілялося таким чином: 25,0 % — особи молодші 18 років, 59,7 % — особи у віці 18—64 років, 15,3 % — особи у віці 65 років та старші. Медіана віку мешканця становила 39,1 року. На 100 осіб жіночої статі у місті припадало 100,7 чоловіків;  на 100 жінок у віці від 18 років та старших — 105,4 чоловіків також старших 18 років.
Середній дохід на одне домашнє господарство  становив 44 892 долари США (медіана — 40 313), а середній дохід на одну сім'ю — 47 204 долари (медіана — 40 556). Медіана доходів становила 40 938 доларів для чоловіків та 37 813 долари для жінок. За межею бідності перебувало 19,9 % осіб, у тому числі 36,0 % дітей у віці до 18 років та 0,0 % осіб у віці 65 років та старших.
Цивільне працевлаштоване населення становило 228 осіб. Основні галузі зайнятості: освіта, охорона здоров'я та соціальна допомога — 26,8 %, роздрібна торгівля — 18,0 %, виробництво — 15,4 %.